# ヒューイ・ルイス&ザ・ニュース (アルバム)
『ヒューイ・ルイス&ザ・ニュース』 (Huey Lewis & The News) は、アメリカ合衆国のロックグループのヒューイ・ルイス&ザ・ニュースの1枚目のスタジオ・アルバム。アメリカで1980年6月にリリースされた。
ファースト・アルバムであるこのアルバムは、大した売り上げを上げることができなかったが、このアルバムの1・2・8番は後にライブで演奏された。また、8番は1985年2月21日にカリフォルニア州サンフランシスコの都ホテル(2006年に売却された)のカブキ・ホールで行われた「ハート・オブ・ロックン・ロール・ショウ」でセルフアレンジで演奏されたり、USAフォー・アフリカのアルバムである『ウィー・アー・ザ・ワールド』に収録されている。
また、ジャケット裏のデザインは、ビーチ・ボーイズのアルバムである『サーファー・ガール』を真似たものである。

## 曲目
※作曲・作詞者はメンバー全員なので、詳しくはヒューイ・ルイス&ザ・ニュースのメンバー欄を参照されたい。
1. スーナー・オア・レイター Some Of My Lies Are True-3:22
2. ドント・メイク・ミー・ドゥ・イット Don't Make Me Do It-2:51
3. ストップ・トライング Stop Trying-3:28
4. 君がいるから Now Here's You-4:15
5. アイ・ウォント・ユー I Want You-2:48
6. うちあけないで！ Don't Ever Tell Me That You Love Me-2:54
7. ハーツ Hearts-2:51
8. トラブル・イン・パラダイス Trouble In Paradise-3:11
9. フリーウェイ55 Who Cares?-3:50
10. 恋はこれっきり If You Really Love Me You'll Let Me-1:54